# Letterfrack
Letterfrack (Leitir Fraic en Irlandais vient de Leitir voulant dire flanc de coteaux rugueux et peut-être du mot d'ancien irlandais Fraig signifiant femme) est un petit village dans le Connemara en Irlande fondé par les quakers au milieu du XIXe siècle. Il est situé à 15km au nord-est de Clifden sur la baie Barnaderg et lié au port de Ballinakill. L'office du tourisme du Parc national du Connemara se trouve ici.
Letterfrack fut le lieu où se trouva la station de réception radio transatlantique de Marconi, associé avec le transmetteur haut puissance de Clifden. Son service fut transféré dans une station de réception plus récente à Tywyn au Pays de Galles, après que la station de réception sans fil de Marconi fut détruite lors de la guerre civile irlandaise en 1922.